# نورس (جنين)
نورس هي قرية فلسطينية في قضاء جنين. في عام 1945، كان نورس 570 نسمة. في نيسان 1948، والبالماخ المخطط غارة على القوات المسلحة في نورس، لكنها ظلت بمنأى القرية حتى نهاية مايو.

## الموقع
أقيمت القرية على ارتفاع 150 م عن سطح البحر عند السفوح الشمالية الغربية لجبال فقوعة. ويشتد انحدار هذه الجبال إلى الشرق والشمال من القرية في حين تخف حدة الانحدارات وتنبسط الأرض في الجهة الغربية والشمالية الغربية منها. وقد بنيت بيوت القرية من اللبن والاسمنت، واتخذ مخططها شكلا طوليا باتجاه شمالي شرقي – جنوبي غربي. ولكن بعض مباني القرية امتد باتجاه الغرب عند مخرج الطريق التي تربط نورس بزرعين. وقد بلغت مساحتها 36 دونما، وضمت مدرسة ابتدائية أسسها العثمانيون في أواخر القرن التاسع عشر. وكان في وسط القرية جامع وسوق صغيرة.

## التاريخ
نورس كانت تقع في سهل مرج ابن عامر (المسمى بالتوراة وادي يزرعيل)، وكان يشار إلى جانب الصليبيين «نورث» في الجوار، حسم هزم المماليك المغول في معركة عين جالوت في 1260.
في عام 1596 كانت قرية نورس في الدولة العثمانية، وهي جزء من النواحي (الناحية) من جنين تحت لواء (حي) من اللجون، التي يبلغ عدد سكانها 88. وكانت تؤدي الضرائب على عدد من المنتجات، بما في ذلك القمح والشعير والزيتون، والماعز وخلايا النحل.
تم القبض على القرية وحرق من قبل قوات نابليون، بعد معركة جبل طابور في عام 1799. في أوائل القرن 19، الرحالة البريطاني جيمس سلك بكنغهام أشار إلى أن نورس كان محاطا أشجار الزيتون.
وأشار باكنغهام أيضا أن هناك عدة مستوطنات أخرى في الأفق، «كل يسكنها المحمديين».
تبلغ مساحة الأراضي التابعة للقرية 6,256 دونما. وتحيط بها أراضي قرى المزار وزرعين وعين حارود (جالود). وتنتشر الأراضي الزراعية في القسم المنبسط من ظاهر القرية الجنوبي ومن شمالها، ولا سيما عند مجاري بعض الأودية الصغيرة التي تتغذى بمياه منطقة نورس وتتجه شمالا لتغذي نهر جالود. وقد غرس الزيتون في 40 دونما من أراضي نورس وزرعت أشجار البرتقال في سائرها. وتكثر عيون الماء شمالي نورس. وأهمها عين جالود التي تعد المصدر الرئيس لتغذية نهر جالود.
بلغ عدد سكان نورس 364 نسمة في عام 1922، ونما هذا العدد في عام 1931 إلى 429 نسمة كانوا يقطنون في 106 بيوت. وقدر عددهم في عام 1945 بنحو 570 نسمة.
قدر اليهود القرية عام 1948 وأقاموا في ظاهرها الغربي مستعمرة «نوريت»، ثم أقاموا مستعمرة «هوهاغيم» إلى الشمال من نوريت.